# Ротиљијана ди Сото (Маса-Карара)
Ротиљијана ди Сото је насеље у Италији у округу Маса-Карара, региону Тоскана.
Према процени из 2011. у насељу је живело 11 становника. Насеље се налази на надморској висини од 217 м.